# 贝里安
贝里安（法語：Berrien，法語發音：[bɛʁjɛ̃]）是法国菲尼斯泰尔省的一个市镇，位于该省东部，属于沙托兰区。

## 地名
该地名“Berrien”发音为[bɛʁjɛ̃]，字母组合“rien”的发音只是普通的/ʁjɛ̃/而并不像“Lorient”（洛里昂）一样发音为/ʁjɑ̃/，应按《法汉译音表》译作“贝里安”，《世界地名翻译大辞典》与《世界地名译名词典》将其误译作“贝里扬”。

## 地理
贝里安（48°24'15"N, 3°45'7"W）面积56.42 平方千米，位于法国布列塔尼大區菲尼斯泰尔省，该省份为法国最西部的省份，位于布列塔尼半岛西部，北西南三面环大西洋，东临阿摩尔滨海省和莫尔比昂省。
与贝里安接壤的市镇（或旧市镇、城区）包括：勒克卢瓦特尔-圣泰戈内克、拉弗耶、于埃尔戈阿特、普卢内乌尔梅内兹、斯克里尼亚克、普拉文。
贝里安的时区为UTC+01:00、UTC+02:00（夏令时）。

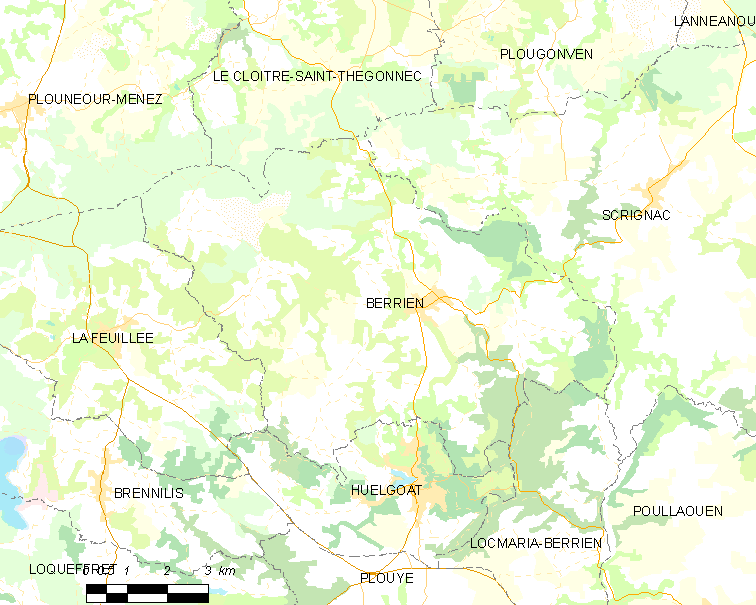
贝里安的OSM定位图

## 行政
贝里安的邮政编码为29690，INSEE市镇编码为29007。

## 政治
贝里安所属的省级选区为卡赖普卢盖尔县。

## 人口

1962-2008年间贝里安人口变化图示

贝里安于2022年1月1日时的人口数量为920人。